# Balyana
Balyana is een geslacht van kevers uit de familie bladkevers (Chrysomelidae).
De wetenschappelijke naam van het geslacht werd in 1898 gepubliceerd door Louis Albert Péringuey.

## Soorten
- Balyana armata Gestro, 1908
- Balyana mariaui Berti & Chenon, 1987
- Balyana maritima Berti, 1987
- Balyana oberthuri Gestro, 1908
- Balyana ornata Gestro, 1908
- Balyana pauliani Uhmann, 1954
- Balyana sculptilis (Fairmaire, 1895)
- Balyana sculptipennis (Fairmaire, 1904)